# Natalie Zemon Davis
Natalie Zemon Davis   (Detroit, 8 de novembre de 1928 - Toronto, 21 d'octubre de 2023) fou una historiadora estatunidenca i canadenca. Doctora per la Universitat de Michigan (1959), fou especialista en història cultural i social de l'època moderna.

## Biografia
Va néixer a Detroit en una família de classe mitjana d'immigrants jueus que havien arribat als Estats Units el segle xix. Va estudiar a l'escola Kingswood Cranbrook i posteriorment va anar al Smith College, el Radcliffe College, la Universitat Harvard i la Universitat de Michigan, on es va treure el doctorat el 1959. El 1948 es va casar amb Chandler Davis.
Ella i Davis van tenir dificultats als Estats Units durant l'època de la Por Roja. Va perdre la seva càtedra a Michigan i a la dècada de 1960 el matrimoni es va traslladar al Canadà (Toronto) amb els seus tres fills.
Posteriorment va ensenyar a la Universitat de Brown, la Universitat de Toronto, la Universitat de Califòrnia a Berkeley i, des del 1978 fins que es va jubilar el 1996, a la Universitat de Princeton. A més dels cursos sobre història de la França moderna, ha impartit o co-impartit cursos d'història i antropologia, història social jueva moderna i història del cinema. També ha estat una figura important en els estudis sobre la història de la dona i el gènere; va fundar amb Jill Ker Conway un curs sobre aquesta matèria el 1971 a la Universitat de Toronto, un dels primers que va existir a l'Amèrica del Nord.
Des de la seva jubilació, va viure a Toronto, on va ser professora adjunta d'Història i Antropologia i professora d'estudis medievals a la Universitat de Toronto.

## Distincions

### Premis
- 2000 : Premi Aby M. Warburg.[2]
- 2010 : Premi Holberg.[3]
- 2013 : Medalla Nacional d'Humanitats, entregada pel president dels Estats Units Barack Obama.[4]
- 2014 : Paul Oskar Kristeller Lifetime Achievement Award, de la Renaissance Society of America.[5]

### Doctoratshonoris causa
Natalie Zemon Davis és doctora honoris causa en una vintena d'universitats:
- Universitat de Lió II (1983)
- Universitat de Rochester (1986)
- Universitat George Washington (1987)
- Universitat de Colúmbia (1990)
- Colby College (1990)
- Universitat de Toronto (1991)
- Universitat de Pennsylvània (1992)
- Universitat de Chicago (1992)
- Universitat de Massachusetts (1994)
- Universitat Harvard (1996)
- Universitat de Cambridge (1998)
- Universitat d'Edimburg (1998)
- Universitat Hebrea de Jerusalem (2000)
- Universitat de Tolosa-Joan Jaurés (2009)
- Universitat de París I Panthéon-Sorbonne (2018)